# Jan Turecki
Jan Andrzej Turecki (ur. 12 kwietnia 1911 w Krakowie, zm. 5 kwietnia 1993 tamże) – polski piłkarz, występujący na pozycji pomocnika.

## Kariera sportowa
Turecki był wychowankiem Legii Kraków, w której występował w latach 1925–1934. W 1936 roku zasilił po przerwie spowodowanej powołaniem do wojska Union Gdynię. W 1937 roku trafił do Cracovii, w której grał przez rok, do momentu zakończenia kariery. W „Pasach” zadebiutował 3 października 1937 roku w wygranym 0:1 meczu z Garbarnią Kraków. W sezonie 1937 Turecki święcił z Cracovią tytuł mistrza Polski.